# Лемешко, Николай Семёнович
Николай Семёнович Лемешко (род. 1935) — советский хозяйственный деятель, Герой Социалистического Труда.

## Биография
Родился в 1935 году в Васильевском районе Днепропетровской области Украинской ССР. Член КПСС.
В 1956—1958 — тракторист Васильевской МТС.
В 1958—1991 — механизатор, звеньевой механизированного полеводческого звена колхоза имени Ватутина Васильевского района Запорожской области Украинской ССР.
Указом Президиума Верховного Совета СССР от 10 февраля 1975 года присвоено звание Героя Социалистического Труда с вручением ордена Ленина и золотой медали «Серп и Молот».
За творческую инициативу и активность, получение высоких и устойчивых урожаев зерновых культур на основе внедрения прогрессивных технологий, эффективного использования достижений науки и передового опыта был в составе коллектива удостоен Государственной премии СССР за выдающиеся достижения в труде 1983 года.
Живёт в Запорожской области.

## Награды и звания
- Герой Социалистического Труда (14.02.1975)
- Орден Ленина (15.12.1972, 14.02.1975)
- Орден Знак Почёта (30.04.1966)